# Nabil Qaouk

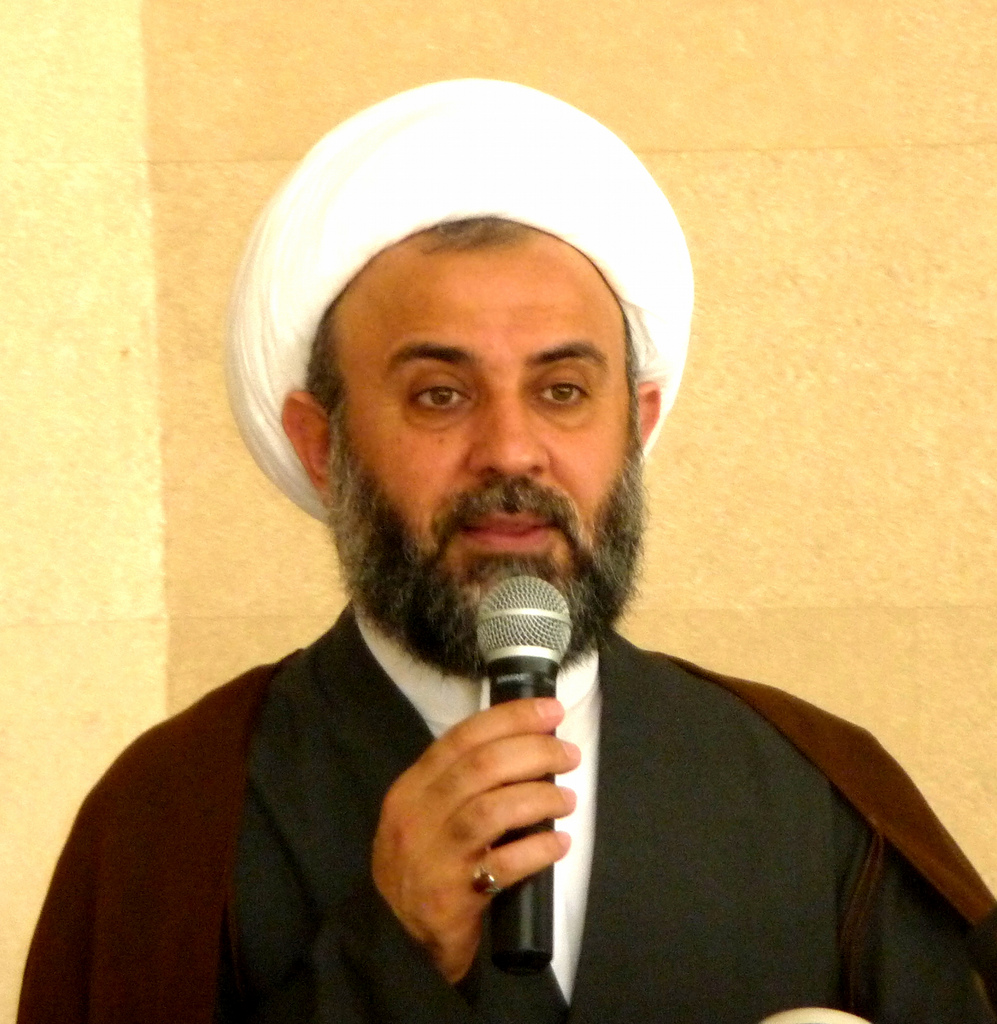
Scheich Nabil Qaouk 2010.

Scheich Nabil Qaouk (arabisch نبيل قاووق, DMG Nabīl Qāwūq; geb. 20. Mai 1964, Ebba, Libanon; gest. 28. September 2024, Dahieh) war ein libanesischer Geistlicher und Politiker, der als stellvertretender Vorsitzender des Exekutivrats der Hisbollah und Kommandeur der „präventiven Sicherheitseinheit“ („preventive security unit“) der Hisbollah diente. Er wurde vom Office of Foreign Assets Control (OFAC) des US-Finanzministeriums als Specially Designated Global Terrorist (SDGT) eingestuft.

## Leben

### Jugend und Ausbildung
Nabil Qaouk wurde im Dorf Ebba (عبا‎ syr.: ܥܒܐ‎), in der libanesischen Provinz Nabatäa geboren. Seine spirituelle Ausbildung fand in Ghom im Iran statt, wo er von der schiitischen Ideologie beeinflusst wurde. Seine militärische Ausbildung im Iran erfolgte auf der Basis der Hisbollah und der Islamischen Revolutionsgarde (IRGC).

### Karriere
Qaouk war einer der ranghöchsten Offiziere der Hisbollah im Südlibanon. Er war sowohl General als auch stellvertretender Vorsitzender des Exekutivrats. Damit hatte er Einfluss sowohl auf politische als auch auf militärische Fraktionen der Hisbollah.
Am 22. Oktober 2020 wurde Qaouk vom Office of Foreign Assets Control (OFAC) des US-Finanzministeriums als Specially Designated Global Terrorist eingestuft. Diese Einstufung impliziert Sanktionen der US-Regierung gegen ihn aufgrund angeblicher Beteiligung an terroristischen Aktivitäten.

### Attacken
Bereits während des Libanonkriegs 2006 wurden Qaouks Büros in Tyros von der israelischen Luftwaffe angegriffen. Diese Aktion war Teil der umfassenderen Reaktion des israelischen Militärs auf die bewaffneten Provokationen der Hisbollah, zu denen auch die Entführung israelischer Soldaten und der Abschuss von Raketen auf israelisches Territorium gehörten.

### Familie
Qaouk war verheiratet und hatte sechs Kinder.

## Tod
Er wurde am 28. September 2024 bei einem israelischen Luftangriff in Beirut getötet.